# Ганс Вульц
Ганс Вульц (нім. Hans Wulz; 1 жовтня 1893, Ной-Брайзах — 10 грудня 1975, Східний Берлін) — німецький офіцер, генерал-майор вермахту і ННА. Кавалер Німецького хреста в золоті.

## Біографія
Син офіцера. 26 червня 1912 року вступив в Гогенцоллернський піший артилерійський полк №13. Учасник Першої світової війни. З 13 грудня 1915 року служив в 25-му пішому артилерійському батальйоні. З 17 липня 1916 року — ад'ютант 3-го дивізіону Гогенцоллернського пішого артилерійського полку №13. З 27 квітня 1917 року — командир батареї.
З 17 травня 1919 року — ад'ютант резервного охоронного батальйону «Ульм». З 1 квітня 1920 року служив в артилерійському училищі, з 15 квітня 1921 року — в 7-му кінному, з 1 жовтня 1922 року — в 6-му артилерійському полку. З 1 вересня 1922 року — інструктор артилерійського училища Ютербога. З 1 жовтня 1924 року служив в 2-му артилерійському полку (Шверін), з 22 березня 1925 року — в штабі 3-го дивізіону, з 1 жовтня 1925 року — командир 8-ї батареї свого полку. З 1 травня 1933 року — інструктор інженерного училища Мюнхена. З 1 жовтня 1934 року — командир 4-го дивізіону 17-го (Ерланген), з 15 жовтня 1935 року — 1-го дивізіону 43-го артилерійського полку (Аугсбург).
З 1 травня 1936 року служив в артилерійському відділ Управління озброєнь сухопутних військ, з 1 жовтня 1936 року — начальник відділу. З 6 березня 1942 року — командир 35-го артилерійського полку. З 27 вересня 1942 року — артилерійський командир 144. В січні 1943 року взятий в полон радянськими військами в Сталінграді, утримувався в таборі для військовополонених 5110/48 біля Іваново і в спецтаборі Лунєво. В тому ж році вступив в Союз німецьких офіцерів.
В 1948 році повернувся в Німеччині у 14 вересня вступив в Німецьку народну поліцію. В 1948/49 роках — начальник Вищого училища поліції. З 15 вересня по 15 жовтня 1949 року — генеральний інспектор і заступник керівника з навчальної підготовки ННП. З 15 вересня 1949 по 1 жовтня 1950 року — заступник начальника Головного начального управління Міністерства внутрішніх справ НДР, в 1950/52 роках — начальник інспекційного відділу управління. В 1951 році вступив в СЄПН. З 1 жовтня 1952 року — генерал-майор і начальник управління артилерійського постачання Казарменної народної поліції; один з перших генералів НДР. З 1 грудня 1955 року — керівник берлінського відділення КНП. Після утворення Національної народної армії 29 березня 1956 року призначений керівником гарнізонної комендатури Берліна. 30 вересня 1958 року вийшов у відставку. Вульц був останнім генералом вермахту, який служив в ННА. Після виходу у відставку став членом правління Робочої асоціації колишніх офіцерів НДР.

## Сім'я
Син Ганс-Рудольф, лейтенант вермахту, помер в радянському полоні в 1945 році в Грязовці у віці 23 років.

## Звання
- Фанен-юнкер (26 червня 1912)
- Лейтенант (27 січня 1914; патент від 21 лютого 1912)
- Оберлейтенант (18 квітня 1917)
- Гауптман (1 листопада 1924)
- Майор (1 квітня 1934)
- Оберстлейтенант (1 серпня 1936)
- Оберст (1 квітня 1939)
- Генерал-майор (1 листопада 1942)

## Нагороди
- Залізний хрест 2-го і 1-го класу
- Орден «За військові заслуги» (Вюртемберг), лицарський хрест
- Галліполійська зірка (Османська імперія)
- Орден «За хоробрість» 4-го ступеня, 2-й клас (Третє Болгарське царство)
- Почесний хрест ветерана війни з мечами
- Медаль «За вислугу років у Вермахті» 4-го, 3-го, 2-го і 1-го класу (25 років)
- Хрест Воєнних заслуг
  - 2-го класу з мечами (30 січня 1941)
  - 1-го класу з мечами (25 листопада 1941)
- Застібка до Залізного хреста 2-го і 1-го класу
- Німецький хрест в золоті (25 січня 1943)
- Орден «За заслуги перед Вітчизною» (НДР) в бронзі (30 червня 1955)
- Бойовий орден «За заслуги перед народом і Вітчизною» в сріблі